# 马克·凯什岚斯基
马克·凯什岚斯基（1948年10月11日—2015年5月19日）是一位美国历史学家，哈佛大学教授，本科毕业于石溪大学，硕士和博士毕业于布朗大学，专攻17世纪的英国政治史。